# Dainis Bremze
Dainis Bremze (Riga, 22 luglio 1954) è un ex slittinista sovietico.
Dopo la dissoluzione dell'Unione Sovietica (1991) ha acquisito la cittadinanza lettone.

## Biografia
Gareggiò per la nazionale sovietica, sia nel singolo sia nel doppio, ma fu in quest'ultima specialità, in coppia con Aigars Kriķis, che raggiunse tutti i suoi più importanti risultati.
Partecipò a due edizioni dei Giochi olimpici invernali, sia nella specialità del singolo sia in quella biposto: giunse ottavo in ambedue le gare ad Innsbruck 1976, mentre a Lake Placid 1980, in quella che fu la sua ultima competizione a livello internazionale, non portò a termine la gara del singolo ed ottenne il decimo posto nel doppio.
Prese parte altresì a cinque edizioni dei campionati mondiali aggiudicandosi il titolo iridato nel doppio ad Imst 1978, mentre nelle prove individuali il suo miglior risultato fu l'ottava piazza ottenuta a Schönau am Königssee 1979. Nelle rassegne continentali vinse una medaglia di bronzo, sempre nella specialità biposto, ad Hammarstrand 1976 e fu per due volte sesto nel singolo: nella stessa edizione svedese e ad Oberhof 1979.
Dal 1998 al 2001 ricoprì il ruolo di presidente della federazione lettone di slittino.

## Palmarès

### Mondiali
- 1 medaglia:
  - 1 oro (doppio ad Imst 1978).

### Europei
- 1 medaglia:
  - 1 bronzo (doppio ad Hammarstrand 1976).